# Armée de la Moselle

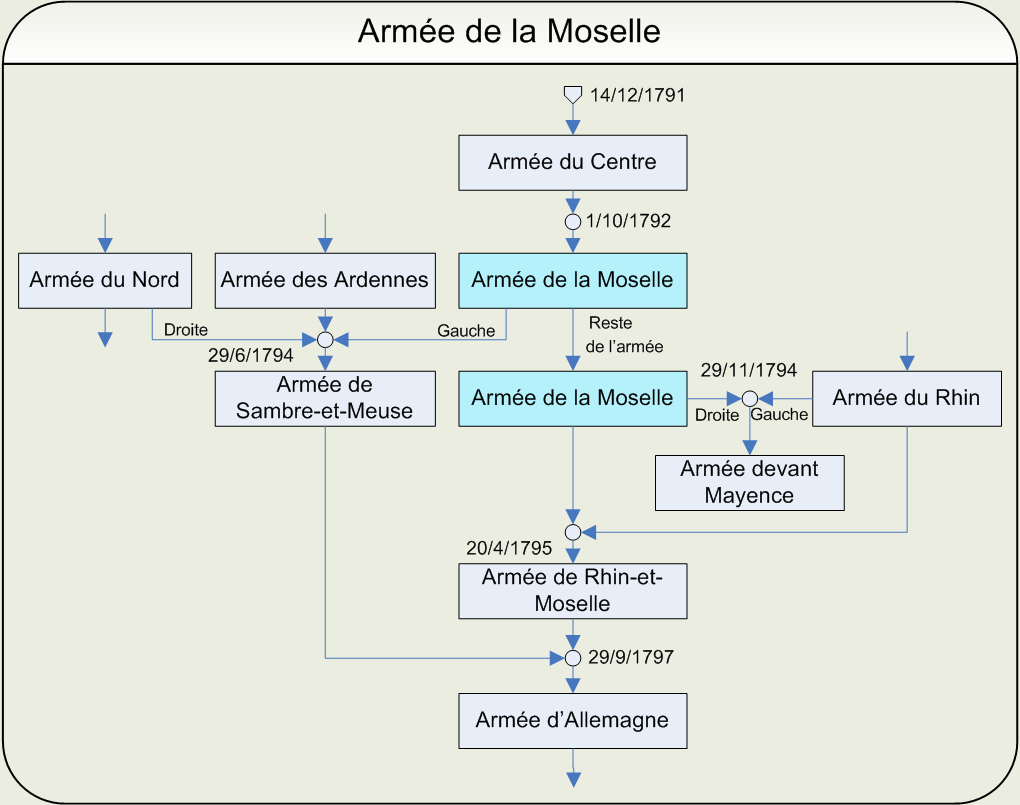
Évolution de l'armée de la Moselle

Pour les articles homonymes, voir Moselle.
L'armée de la Moselle est une des armées révolutionnaires françaises, formées pour faire face aux menaces extérieures de la jeune République française.

## Création et évolution
- L'armée du Centre, à l'origine de l'armée de la Moselle, est créée par ordre du roi le 14 décembre 1791
- L'armée du Centre devient l'armée de la Moselle par décret de la Convention le 1er octobre 1792
- Maintenue telle quelle par les décrets des 1er mars et 30 avril 1793
- Par décret de la Convention du 29 juin 1794 (11 messidor an II), la gauche de cette armée forme avec l'armée des Ardennes et la droite de l'armée du Nord l'armée de Sambre-et-Meuse. La droite, restée aux ordres du général Moreaux, constitue à elle seule l'armée de la Moselle
- Par arrêté du 29 novembre 1794 (9 frimaire an III), la droite de l'armée de la Moselle réunie à la gauche de l'armée du Rhin reçoit la dénomination d'armée devant Mayence.
- Par décret de la Convention en date du 3 mars 1795 (13 ventôse an III), mis à exécution le 20 avril 1795, les armées du Rhin et de la Moselle sont réunies sous le nom d'armée de Rhin-et-Moselle.

## Généraux
- du 14 décembre 1791 au 11 juillet 1792 : général La Fayette
- du 12 juillet au 1er septembre 1792 : maréchal Luckner, avec le commandement supérieur sur l'armée du Rhin

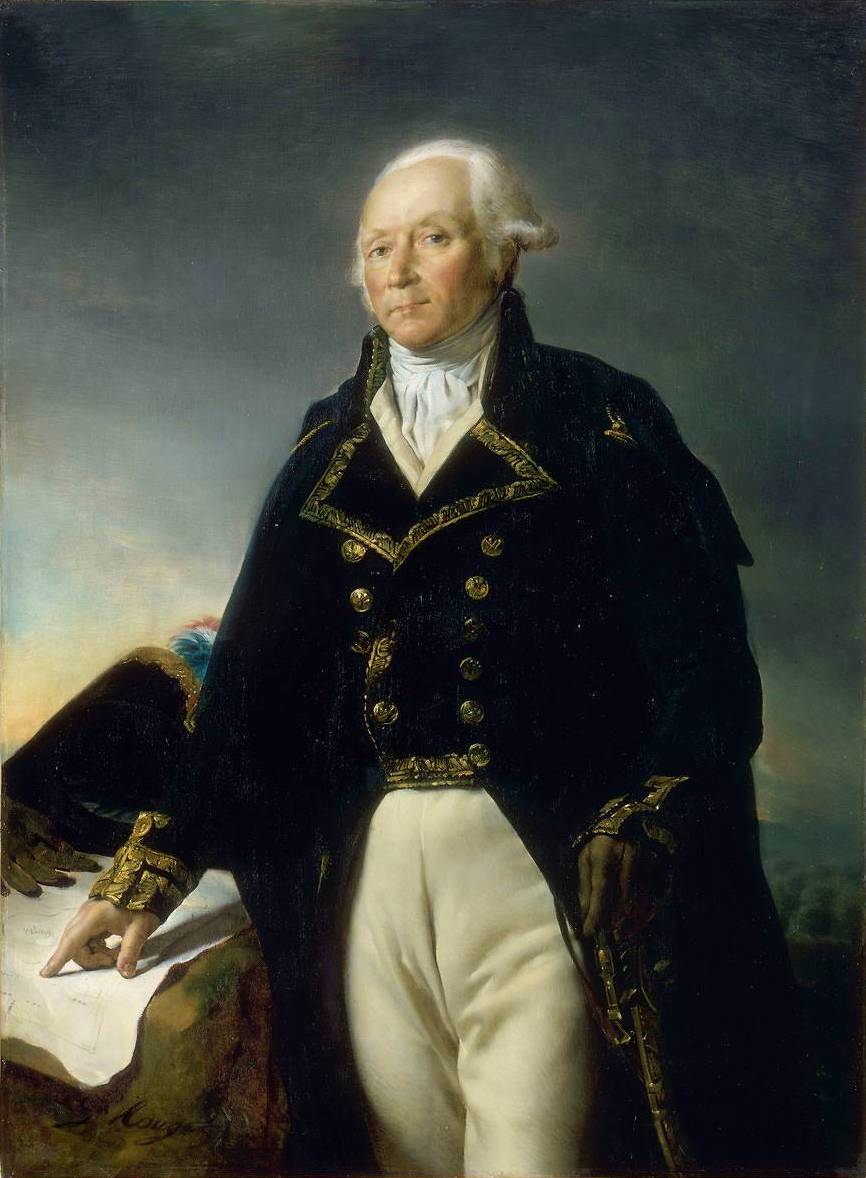
François-Christophe Kellermann, général en chef de l'armée de la Moselle en 1792 (1735-1820), Georges Rouget, 1835.

- du 2 septembre au 1er octobre 1792 : général Kellermann, subordonnément au général Dumouriez à partir du 19 septembre.
- du 1er octobre au 7 novembre 1792 : général Kellermann, commandant la nouvelle nommée armée de la Moselle, subordonnément au général Dumouriez jusqu'au 5 octobre. Du 6 au 24 octobre, la droite de l'armée des Ardennes est à sa disposition.
- du 8 au 14 novembre 1792, par intérim : général Deprez-Crassier
- du 15 novembre 1792 au 23 janvier 1793 : général Beurnonville, subordonnément au général Custine
- du 24 janvier au 28 mars 1793, par intérim : général Ligniville, subordonnément au général Custine
- du 29 mars au 28 avril 1793, par intérim : général d'Aboville, indépendant jusqu'au 9 avril, puis subordonnément au général Custine
- du 29 avril au 2 août 1793 : général Houchard, subordonnément au général Custine jusqu'au 17 mai, puis avec le commandement supérieur de l'armée du Rhin
- du 3 août au 26 septembre 1793, provisoirement : général Schauenbourg
- du 26 septembre au 2 octobre :  général Moreaux qui refuse ce commandement pour raison de santé.
- du 2 octobre au 30 octobre, provisoirement : général Delaunay
- du 31 octobre 1793 au 18 mars 1794 : général Hoche avec le commandement supérieur sur l'armée du Rhin jusqu'au 13 janvier. Il réorganisa l'armée de la Moselle. Il lui rendit sa force avec sa discipline, pourvut à ses besoins, stimula les officiers, encouragea les généraux, et bientôt présenta à l'ennemi une armée redoutable qui le contraignit à évacuer l'Alsace.
- du 19 mars au 2 juin : général Jourdan
- du 3 juin au 1er juillet : général Moreaux subordonnément au général Jourdan  qui commande les armées de la Moselle, des Ardennes et la droite de l'armée du Nord,
- du 2 juillet 1794 au 9 février 1795 : général Moreaux
- du 10 février au 19 avril 1795, par intérim : général Ambert commande le corps devant Luxembourg

## Ordres de bataille
Régiments ayant fait partie de l'Armée de la Moselle :
- 9e régiment de chasseurs à cheval
- 19e régiment de chasseurs à cheval

### 1er octobre 1792
1re ligne sous les ordres du Lieutenant général Ligniville
- 3e bataillon de grenadiers
- 4e bataillon de grenadiers
- 5e bataillon de grenadiers
- 1er régiment d'infanterie (1er bataillon)
- 17e régiment d'infanterie (2e bataillon)
- 24e régiment d'infanterie (1er bataillon)

### 17 avril 1793
Sous les ordres des généraux Ligniville et Custine.

- 2e division sous les ordres du général Tolozan. 
  - 3e brigade
    - 24e régiment d'infanterie (1 bataillon)
    - 44e régiment d'infanterie (1 bataillon)
    - 4e bataillon de volontaires de la Meurthe
    - 2e bataillon de volontaires de la Haute-Marne
    - 4e bataillon de volontaires de la Seine-Inférieure

  - 4e brigade
    - 58e régiment d'infanterie (1 bataillon)
    - 71e régiment d'infanterie (1 bataillon)
    - 103e régiment d'infanterie (1 bataillon)
    - 2e bataillon de volontaires de la Moselle
    - 8e bataillon de volontaires de la Meurthe
    - 1er bataillon de volontaires de la Haute-Marne
    - 3 régiments de cavalerie

## Principaux faits d'armes
L'armée de la Moselle se battit surtout dans le Palatinat.

### Source
- Chef d'escadron d'état-major Charles Clerget, Tableaux des armées françaises pendant les guerres de la Révolution, sous la direction de la section historique de l'état-major de l'armée, librairie militaire R. Chapelot, Paris, 1905.